# Trichoniscus litorivagus
Trichoniscus litorivagus är en kräftdjursart som beskrevs av Karl Wilhelm Verhoeff 1944. Trichoniscus litorivagus ingår i släktet Trichoniscus och familjen Trichoniscidae. Inga underarter finns listade i Catalogue of Life.